# Marit Paulsen
Marit Eli Paulsen, nacida como Marit Bjørnerud, (Oslo, 24 de noviembre de 1939 - 25 de julio de 2022) fue una periodista, escritora y política sueca, de origen noruego, perteneciente al Partido Popular Liberal de Suecia desde 1998.
Sin adscripción partidista inicial, fue una ávida defensora de la pertenencia de Suecia a la Unión Europea durante la campaña del referéndum sobre la adhesión del país, en 1994. Fue galardonada con el Premio Mujeres de Europa 1996, patrocinado por la Comisión Europea y el Parlamento Europeo.
Se destacó por sus aportaciones al debate público sobre cuestiones ambientales, de calidad alimentaria y bienestar animal.

## Biografía
Paulsen estuvo casada con su segundo marido, Sture Andersson, desde 1973 y tuvo 10 hijos, incluidos hijos biológicos, hijastros e hijos adoptados.  Vivía en una pequeña granja en Yttermalung, Dalarna.
Creció durante gran parte de su primera infancia en Oslo, ocupada por Alemania en aquel momento. Dos de sus hermanos mayores eran miembros activos del ala juvenil de Nasjonal Samling, partido fascista noruego.
Comenzó a trabajar a los 9 años en una fábrica de pescado en Oslo. Se mudó a Suecia en 1960 y trabajó en la fábrica de acero de Smedjebacken durante siete años. A los 30 años, comenzó a estudiar.
Paulsen falleció el 25 de julio de 2022 a la edad de 82 años.

## Actividad política
En 1998 se unió al Partido Liberal Popular y sirvió como segunda vicepresidenta del partido entre 1999 y 2007. En las elecciones al Parlamento Europeo de 2009, fue elegida como primera candidata de la lista. Obtuvo más votos personales que cualquier otro candidato sueco. Diputada del Parlamento Europeo entre 1999 y 2004 y entre 2009 y 2015, fue conocida por sus aportaciones al debate público en cuestiones ambientales, de calidad alimentaria y bienestar animal.
Durante la 5ª legislatura fue miembro de la Comisión de Medio Ambiente, Salud Pública y Política del Consumidor y de la Delegación en la Comisión Parlamentaria de Cooperación UE-Rusia. Durante la 7ª legislatura fue Vicepresidenta  de la Comisión de Agricultura y Desarrollo Rural. Finalmente, durante la 8ª legislatura ocupó las Vicepresidencias de: la Delegación para las Relaciones con Suiza y Noruega, en la Comisión Parlamentaria Mixta UE-Islandia y en la Comisión Parlamentaria Mixta del Espacio Económico Europeo (EEE).
En 1996 resultó ganadora del Premio Mujeres de Europa 1996, convocado por la Unión de Mujeres por Europa y patrocinado por la Comisión Europea y el Parlamento Europeo. En el acto de entrega del galardón, la Sra. Paulsen declaró: me dedico sobre todas las cosas a la paz en Europa. Centro mi trabajo en la humanidad y en la naturaleza, el medio ambiente, la agricultura, la comida buena y sana, el agua limpia y los problemas de aislamiento que perviven desde una perspectiva nacional e internacional.

## Actividad literaria y periodística
Paulsen escribió más de 20 libros sobre la protección del medio ambiente y otros temas sociales. Su primera novela, Du människa? (publicada en 1972), describe la vida de una trabajadora por turnos. Su libro Liten Ida (1979) es una novela semiautobiográfica ambientada en Noruega durante la ocupación alemana, fue llevada al cine en 1980.
Fue presentadora de Sommar i P1 (Verano en P1) en cuatro ocasiones: 1975, 1979, 1995 y 2016. Sommar es un programa de la radio sueca que se emite cada verano desde el 29 de junio de 1959.